# Radio Kalima
Radio Kalima est une station de radio privée tunisienne, fondée en tant que porte-voix de l'opposition sous le régime de Zine el-Abidine Ben Ali. Durant plusieurs années, ses journalistes font l'objet de harcèlement en raison de leurs prises de position sur des sujets relatifs aux libertés.

## Histoire

### Radio clandestine
La station est fondée en 2008 pour tenter d'assurer une couverture médiatique critique et indépendante en Tunisie.
Sous le régime autoritaire de Zine el-Abidine Ben Ali, elle est exposée à une importante répression, la conduisant à poursuivre ses activités en grande partie dans la clandestinité. Par ailleurs, sa demande d'une licence de radiodiffusion n'est pas accordée. Dans un paysage médiatique soumis aux efforts de censure du régime, Radio Kalima se distingue par son indépendance et son refus de collaborer avec celui-ci.
Le 29 janvier 2009, trois jours après que la station soit disponible sur le satellite Hot Bird, le studio de diffusion à Tunis est fermé à la suite d'accusations de tentative de coup d'État ; un journaliste est arrêté et la plupart des autres collaborateurs sont contraints de quitter la radio. La journaliste, défenseuse des droits de l'homme et cofondatrice de la station, Sihem Bensedrine, est contrainte à l'exil. Depuis la France, la radio continue de fonctionner une heure par semaine sur Radio Galère à Marseille et comme webradio avec trois heures de programmation quotidienne diffusées en boucle sur le site web. Dans le même temps, les journalistes en Tunisie continuent d'enquêter sur des sujets tels que la corruption, la répression et la torture, et sur des questions socio-économiques ignorées par les autres médias tunisiens.
Durant la révolution de 2011, deux journalistes de la station sont interpellés : Nizar Ben Hassen est arrêté le 11 janvier à son domicile de Chebba après la publication d'une vidéo montrant les manifestations dans sa ville ; le correspondant de la radio à Gabès, Moez Jemai, est arrêté le 6 janvier et torturé après avoir couvert l'agitation à Sidi Bouzid.

### Autorisation et évolution
Après la révolution, le projet se poursuit, notamment après le retour de Bensedrine en Tunisie en janvier 2011. Une nouvelle demande de licence de radiodiffusion est alors soumise le 3 mars. En mai, l'Instance nationale pour la réforme de l'information et de la communication (INRIC) demande un certain nombre de documents, notamment relatifs à la composition de l'équipe, à son capital et à son projet ; la demande est finalement acceptée le 29 juin 2011 sur recommandation de l'INRIC.
La station fonctionne depuis un studio offert par France Inter et installé à Tunis, toujours sous la supervision du directeur, Omar Mestiri, et de la rédactrice en chef, Sihem Bensedrine, épouse de Mestiri. Une vingtaine de personnes sont impliquées dans la production des émissions, qui sont également diffusées en direct sur Internet.
En 2015, SIhem Bensedrine cède ses actions dans la radio à Slim Riahi alors que les comptes affichent un découvert non garanti de 1,1 million de dinars.